# スカルダガリー
スカルダガリーは、アイルランドの映画脚本家で武術家のデレク・ランディが手掛けているダークファンタジー小説シリーズ。 

## 概要
ジョニー・デップが主演のハリウッド映画化計画中だが、いまだに白紙状態で掴めない状況。ノンストップで滑らかな表現のある文面とアクションシーン満載。日本語訳は3巻（いずれも小学館）まであり、世界ではその続編が描かれている。

### ストーリー
世界中で有名なベストセラー作家の姪で一人っ子のステファニー・エッジレイが、ワルキューレ・カインとして名乗り、アイルランドや世界を舞台に骸骨の探偵のスカルダガリーら仲間共に人間界と溶け込んだ魔法使いたちが住んでいる異世界に探偵業務の弟子入りに、黒魔法使いなどが起こした数々の難事件に巻き込まれながらもめげずに解決する。
本は、他の友人と一緒に、skeleton detectiveSkulduggery Pleasant、彼のプロテジェ、Valkyrie Cainの冒険を中心に展開。中心となる物語は、世界を脅かす悪の勢力を止め、最終的に彼女のおじの亡くなった死の正義を見つけようとするバルキリーの闘争と、暗闇に抵抗する彼女の内なる闘争に関するもの。 
2007年の最初の小説、Skulduggery Pleasantのリリース以来、このシリーズは読者と批評家の両方から賞賛され、次の小説は、2010年にリリースされた4番目と5番目の小説、Dark DaysとMortal Coilを除いて、毎年毎年リリースされた。最初に3冊の本を書くように契約したが、それ以上の本は最初の3部作の売れ行き次第。 最初の小説の成功により、契約は最初に6冊に拡張され、2011年にHarperCollinsは最終3部作の契約に署名した。
2016年7月、Derek Landyはビデオブログを通じて、Skulduggery Pleasantシリーズは完了しましたが、シリーズ全体としては続編シリーズを継続する予定であり、2017年6月1日にResurrectionというタイトルの最初の本がリリースされたことを発表

## 登場人物
スカルダガリー
スケルトンの魔法使い探偵。肉体が燃やされて、家族も殺されて弟子も失い、残った遺骨でしぶとい強靭的な精神と魂の力で復活を遂げる経緯を持つ。以外に優しいひょうきん者の面を持ち人間界にいる何でも受け入れるステファニーに魔法使いの世界の物識り案内人のような豊富な知識人。ゴードン・エッジレイとはアメリカに出逢って以来、友情を芽生えていたがゴードンの殺した犯人が家族と自分を殺した首謀者の復讐遂げてやっと落ち着いていつも通りのワルキューレ・カインことステファニーの指導を行う生活をするようになったが、3巻の終わり頃で体ごと持っていかれて、ステファニーらが、昔スカルダガリーが賭け事に失敗して、行方知らずのスカルダガリーの頭部を探す旅に出る。
ステファニー・エッジレイ／ワルキューレ・カイン
家族構成は三人の一人っ子娘で、生粋のアイルランド人。突然亡くなったベストセラー作家のゴードン・エッジレイの姪でゴードンの遺産相続に指名される。初登場年齢が12歳で巻数を重ねるごとに1つ年をとるような仕組みになる。背の低い一卵性双生児の赤毛の従姉妹よりも身長が大きく、端正整った普通な容姿とロングヘアーの黒髪に、黒い瞳をもち、なにもしない普通に暮らすのが嫌らしく、学校から抜け出すかのように退屈しのぎに鏡の国からもう一人のステファニーを呼び出して生活させては鏡のステファニーの記憶と知識を共有する、スカルダガリーのアシスタントとして平和保全活動する日々を送る。普遍的な優しい思想と好奇心旺盛で、スカルダガリーら仲の良い魔法使いたちと共に人間界と魔法使いの世界に脅かすものが現れると果敢に挑み出す性格。名前の由来は、ワーグナーの『ワルキューレの騎行』の北欧神話に登場するワルキューレと旧約聖書の『アベルとカイン』のカイン。母親から訊いたエピソードによると、幼少期は買ってくれた熊のぬいぐるみを破り裂いて酷く面白がってた純粋な子どもらしい残忍性もあるが故に、スカルダガリーと同じ強靭な精神力をあわせ持ち、多感な思春期を迎えて下ネタは嫌がりやすい。

## 映画化
映画の適応はワーナーブラザーズのもとで開発中でしたが、デレク・ランディによると、脚本は「これまで読んだ最悪のこと」でした。  2010年12月、ランディはブログで映画の権利が戻ってきたことを発表。